# Eda Erdem Dündar
Eda Erdem Dündar (* 22. Juni 1987 in Istanbul als Eda Erdem) ist eine türkische Volleyballspielerin.

## Karriere
Erdem Dündar spielte ausschließlich für Vereine ihrer Heimatstadt Istanbul. Von 2000 bis 2008 spielte sie bei Beşiktaş Istanbul, zunächst in der Juniorinnenmannschaft und ab 2003 mit der 1. Mannschaft in der höchsten türkischen Liga. Seit 2008 spielt die Mittelblockerin beim Ligakonkurrenten Fenerbahçe Istanbul. Hier wurde sie fünfmal nationale Meisterin und dreimal Pokalsiegerin. Außerdem gewann sie 2010 die Klubweltmeisterschaft, 2012 die Champions League und 2014 den CEV-Pokal.
Seit 2005 ist Erdem Dündar auch für die türkische Nationalmannschaft aktiv. Höhepunkte ihrer Karriere waren die Olympiateilnahmen 2012 in London (Platz neun) und 2021 in Tokio (Platz fünf) sowie vier Podiumsplätze bei den Europameisterschaften (2011 Dritte, 2017 Dritte, 2019 Zweite, 2021 Dritte).
Erdem Dündar wurde vielfach als „Beste Mittelblockerin“ ausgezeichnet.

## Privates
Eda Erdem Dündar ist seit 2011 verheiratet.